# Trzy minuty. 21:37
Trzy minuty. 21:37 – polski film z 2010 roku w reżyserii Macieja Ślesickiego. Film był realizowany od 8 października do 21 grudnia 2008.

## Opis fabuły
Punktem wyjściowym filmu jest wydarzenie, do którego doszło w Polsce 9 kwietnia 2005 roku, w tydzień po śmierci papieża Jana Pawła II, kiedy to Polacy w geście solidarności, wyłączyli na kilka minut światło w swoich domach. Film opowiada historię kilku osób, dla których godzina 21:37 stała się przełomem w ich życiu.

### Obsada
- Bogusław Linda − jako malarz
- Krzysztof Stroiński − jako reżyser
- Agnieszka Grochowska − jako lektorka
- Ryszard Kluge(inne języki) − jako sprzedawca/ojciec nauczycielki
- Lidia Sadowa − jako studentka
- Modest Ruciński − jako właściciel psa
- Waldemar Błaszczyk − jako lekarz
- Paweł Królikowski − jako ojciec
- Artur Dziurman − jako policjant
- Przemysław Cypryański − jako antyterrorysta/snajper
- Karolina Nolbrzak − jako policjantka
- Marek Siudym
- Tomasz Karolak − jako pacjent
- Jacek Braciak − jako komornik
- Magdalena Gnatowska − jako urzędniczka w skarbówce
- Paulina Chapko − jako pielęgniarka
- Cezary Domagała − jako scenograf
- Sonia Bohosiewicz − jako żona bezdomnego
- Joanna Orleańska − jako aktorka
- Waldemar Czyszak − jako stary
- Danuta Borsuk − jako żona chorego
- Bartłomiej Firlet − jako policjant
- Artur Janusiak − jako strażnik miejski w parku
- Anna Cieślak

i inni.